# Eocyphinium
Eocyphinium is een geslacht van uitgestorven trilobieten, dat leefde tijdens het Carboon.

## Beschrijving
Deze 3 cm lange trilobiet had een bol kopschild, dat voor een groot deel bestond uit een met knobbels bezette glabella, waarop alleen het eerste paar groeven duidelijk was omschreven. De thorax was samengesteld uit 9 bolle segmenten en het grote staartschild had zowel in de centrale as als op de zijlobben meerdere segmenten. Dit dier was een bewoner van ondiepe zeeën.